# Nusa rajasthanensis
Nusa rajasthanensis là một loài ruồi trong họ Asilidae. Nusa rajasthanensis được Joseph & Parui miêu tả năm 1992. Loài này phân bố ở miền Ấn Độ - Mã Lai.